# لاندا کمان
لاندا کمان یک ستاره است که در صورت فلکی کمان قرار دارد.